# Callaway Golf Company

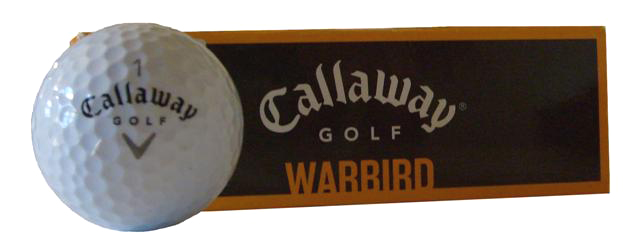
Golfboll från Callaway med förpackning.

Callaway Golf Company är ett amerikanskt företag som tillverkar golfprodukter. Företaget har sitt huvudkontor i Carlsbad, Kalifornien, USA.

## Tourspelare
PGA-touren

- Stuart Appleby
- Ian Baker-Finch
- Cameron Beckman
- Rich Beem
- Notah Begay
- Mark Brooks
- Jonathan Byrd
- Alex Čejka
- Brandel Chamblee
- Nicolas Colsaerts
- Harris English
- Matt Every
- Jim Furyk
- Tommy Gainey
- Scott Gutschewski
- J. J. Henry
- Jim Herman
- Fredrik Jacobson
- Lee Janzen
- Chris Kirk
- Colt Knost
- Greg Kraft
- Derek Lamely
- Shaun Micheel
- Phil Mickelson
- Sang-Moon Bae
- James Nitties
- Pat Perez
- Patrick Reed
- Sam Saunders
- Paul Stankowski
- Henrik Stenson
- Brian Stuard
- Nicholas Thompson
- Gary Woodland
- Sergio Garcia
- Tyler Yates

Europatouren

- Thomas Bjørn
- Michael Campbell
- Nick Dougherty
- David Drysdale
- Niclas Fasth
- Alastair Forsyth
- Anton Haig
- Thongchai Jaidee
- Danny Lee
- Thomas Pieters
- Michaël Lorenzo-Vera
- Ross McGowan
- Christian Nilsson
- Alexander Norén
- Henrik Stenson
- Álvaro Quirós
- Marcel Siem
- Jeev Milkha Singh
- Danny Willett
- Oliver Wilson

LPGA-touren
- Sandra Gal
- Piper Miller
- Vicky Hurst
- Leta Lindley
- Morgan Pressel
- Momoko Ueda

Champions-touren
- Olin Browne
- Mark McNulty
- Eduardo Romero
- Hal Sutton
- David Leadbetter
- Johnny Miller
- Arnold Palmer
- Gary Player
- Annika Sörenstam

Källa: 